# Darío Márquez
Darío Márquez Reyeros (Madrid, 1998) es un poeta español.
En la actualidad estudia Filología Hispánica en la Universidad Complutense de Madrid. También ha cursado un Grado Superior de Producción Audiovisual y Espectáculos. Ha publicado el libro de poesía Fecha de caducidad (Ediciones Hiperión, 2021), ganador del XXIV Premio de poesía joven "Antonio Carvajal".

## Trayectoria
Desde siempre ligado al mundo radiofónico, dirigiendo distintos programas en emisoras locales. En la actualidad colabora en SER Henares con una sección cultural. También trabaja como speaker en distintos eventos, siendo la voz de los partidos de la RSD Alcalá o de Eurobot Spain. 
La pasión por la poesía aparece en el instituto. En el año 2020 se convierte en finalista del Premio Valparaíso de poesía. Será un año después, 2021, cuando vea la luz su primer poemario y gracias a proclamarse ganador del Premio de poesía joven "Antonio Carvajal". El libro ha recibido críticas muy positivas de escritores como Jorge de Arco, José Luis Morante o Jaime Siles.
En septiembre de 2022 apareció su primer proyecto audiovisual como productor y director. amorpaula, una serie sonora que busca emular las famosas radionovelas de la época.

## Curiosidades
A finales de 2018 aparecieron frases poéticas por distintas zonas de Alcalá de Henares, él mismo fue el impulsor bajo el título de "Alcalá pedía a gritos poesía". Bancos, marquesinas o estaciones de tren se llenaron con los versos del poeta. Tuvo una gran repercusión en redes sociales y medios de comunicación.
Es atleta en el Club de Atletismo Ajalkalá en la disciplina de triple salto.

## Obra
Poesía
- Fecha de caducidad (Madrid, Hiperión, 2021).

Aparición en antologías
- 25 años del Premio de Poesía Joven «Antonio Carvajal» (1998-2022) (Ediciones Hiperión, 2022)
- Humuvia (varios autores) (Editorial Alhulia, 2024)

Aparición en revistas
- Narrativas de Ida y Vuelta: Fotografía y relato (Fundación General de la Universidad de Alcalá).[4]
- Piedra del Molino Número 36-37, dirigida por Jorge de Arco. (Con la colaboración del Ayuntamiento de Arcos de la Frontera y Asociación Cultural Piedra del Molino).
- 21veintiúnversos Número 13, dirigida por Juan Pablo Zapater.

## Galardones
- Ganador del Premio de poesía joven "Antonio Carvajal" en la vigésimo cuarta edición del concurso con el poemario (Fecha de caducidad).[5]
- Finalista del Premio Adonáis de poesía 2023.